# Вайнягупта
Вайнягупта — індійський правитель з династії Гуптів.

## Життєпис
Відомий з фрагментарної глиняної печатки, знайденої в Наланді, і напису на мідній пластині Гунайгар, датованої епохою Гупта 188 (507 рік н. е.). Р. Ч. Маджумдар вважає його сином Пуругупти. У печаті з Наланди згадується як магараджадхіраджа (цар царів) і парамабхагавата (відданий поклонник Вішну), а напис на мідній пластині Гунайгар згадує його як магараджу і бгагаван магадеву паданудх'ято (відданого Шиві).
Зійшов на трон близько 507 року. Про події панування майже нічого невідомо. Панував десь до 515 року.